# کارلوس لوکاس
کارلوس لوکاس (اسپانیایی: Carlos Lucas‎; زادهٔ ۴ ژوئن ۱۹۳۰ – ۱۹ آوریل ۲۰۲۲) بوکسور اهل شیلی بود.
وی در مسابقات کشوری و بین‌المللی در مجموع برندهٔ ۲ مدال برنز شده بود.